# Oreodytes humboldtensis
Oreodytes humboldtensis är en skalbaggsart som beskrevs av Elwood C. Zimmerman 1985. Oreodytes humboldtensis ingår i släktet Oreodytes och familjen dykare. Inga underarter finns listade i Catalogue of Life.